# Wilson Gonzalez Ochsenknecht

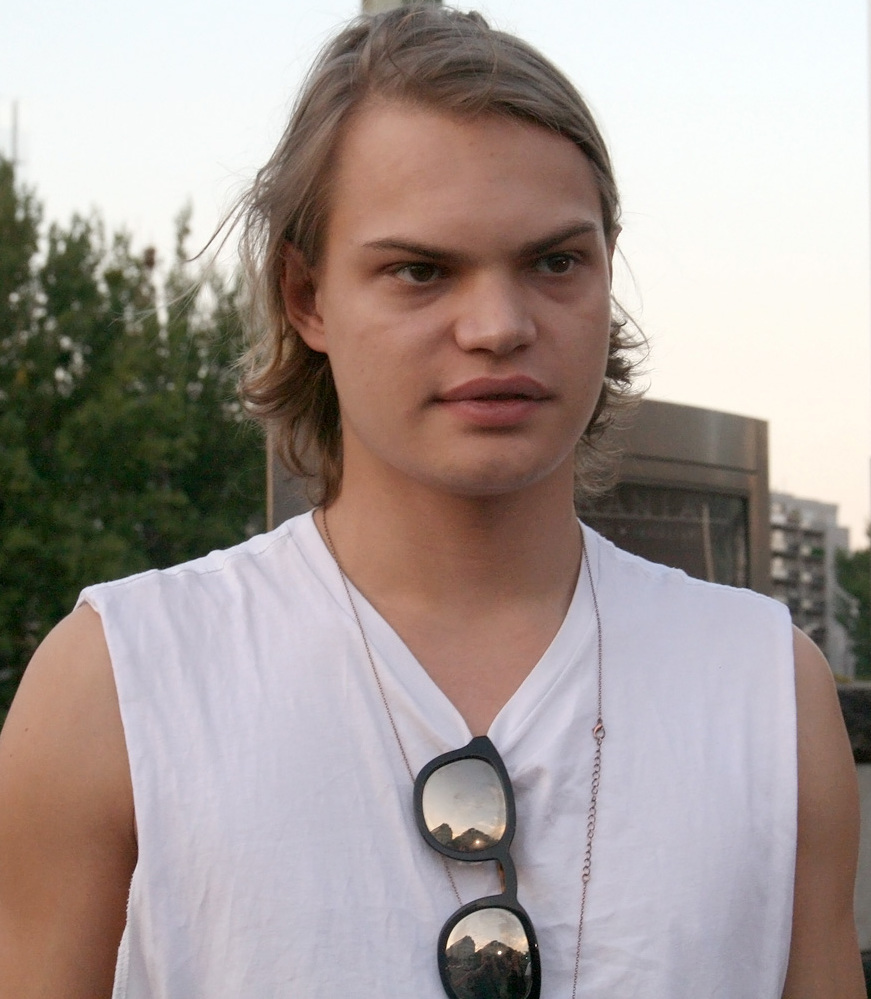
Wilson Gonzalez Ochsenknecht (2012)

Wilson Gonzalez Ochsenknecht (* 18. März 1990 in München) ist ein deutscher Schauspieler und Sänger.

## Leben

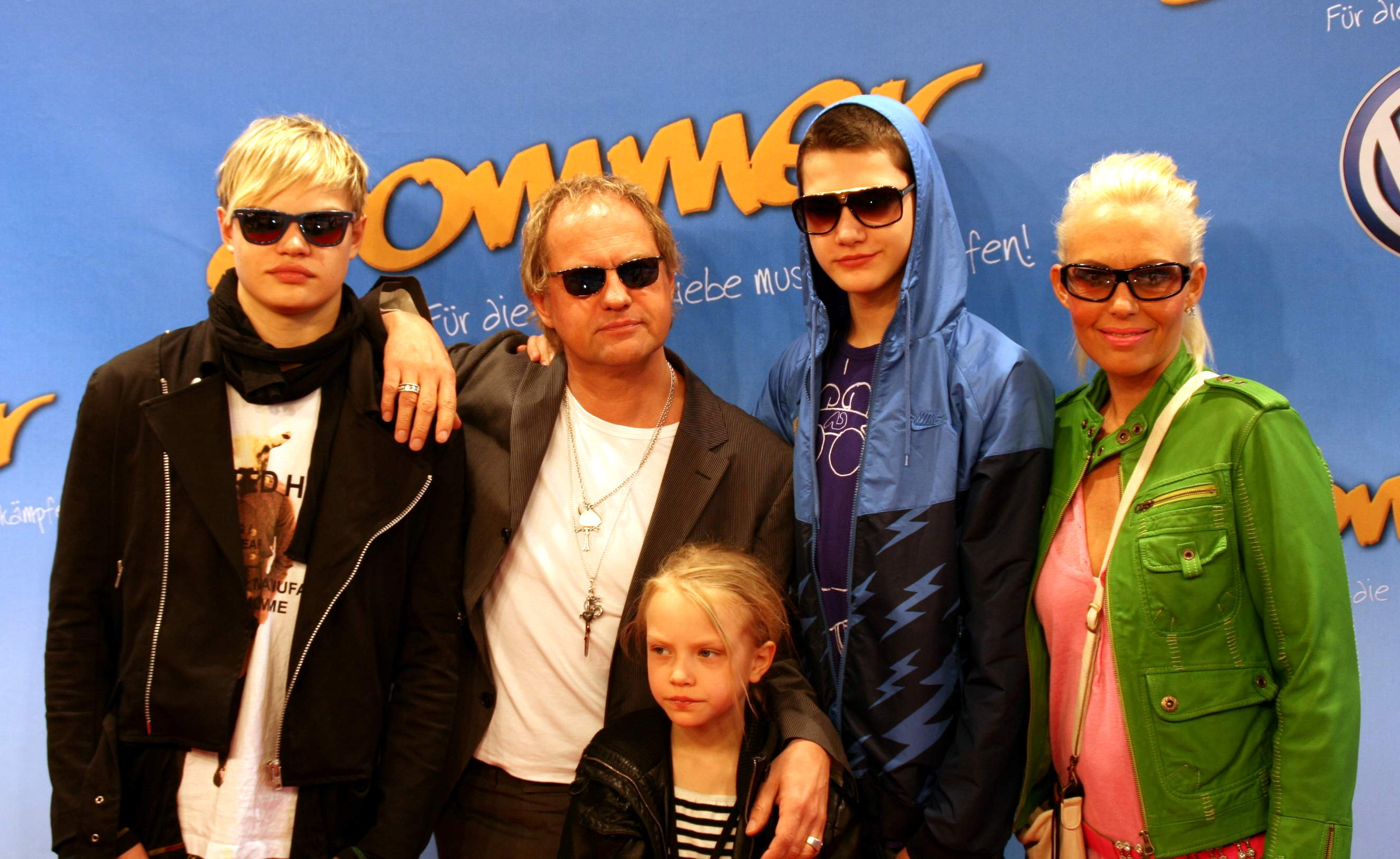
Wilson Gonzalez Ochsenknecht (links) mit seinen Eltern und Geschwistern bei der Filmpremiere von „Sommer“ in München (2008)

Wilson Gonzalez Ochsenknecht ist der Sohn des Schauspielers Uwe Ochsenknecht und des Models Natascha Ochsenknecht. Er hat einen jüngeren Bruder, Jimi Blue, eine jüngere Schwester, Cheyenne Savannah, und einen Halbbruder, Rocco Stark. Benannt wurde er nach dem Sänger Wilson Pickett und der Zeichentrickmaus Speedy Gonzalez.
Seine Karriere als Schauspieler begann im Alter von zehn Jahren mit dem preisgekrönten Film Erleuchtung garantiert von Doris Dörrie, in dem auch sein Vater und sein Bruder vor der Kamera standen. Bekannt wurde er jedoch durch die Rolle des Marlon in dem Film Die Wilden Kerle, in dem ebenfalls sein Bruder und sein Vater mitspielten. Er wirkte noch in mehreren Fortsetzungen mit.
Von 2006 bis 2007 besuchte er eine Kunstschule in den USA. Dort schrieb er zusammen mit befreundeten Rappern erste Songs. Im Jahr 2008 arbeitete er am Aufbau einer Band namens Heads on the Rocks. Sein erstes Album namens Cookies erschien am 23. Mai 2008 und geht in Richtung alternativer Pop-Rock. Hierbei sollen Bands wie Queens of the Stone Age, Arctic Monkeys und Led Zeppelin einflussgebend für das Album gewesen sein, ganz im Gegensatz zur Rap-bezogenen Musik des Bruders Jimi Blue. Vom 16. September 2008 an stand er zusammen mit seinem Bruder und Emilia Schüle für das Jugenddrama Gangs in Berlin vor der Kamera. 2009 folgte die Hauptrolle des Melchior in der Adaption von Wedekinds Frühlings Erwachen für den ZDF-Theaterkanal.
2012 geriet Ochsenknecht in die Schlagzeilen, als wegen seiner Beteiligung am TV-Film Willkommen im Krieg Todesdrohungen von Soldaten via Facebook an ihn gerichtet wurden. Die Bundeswehr-Angehörigen fühlten sich durch den kontroversen Inhalt des Films (Kriegseinsatz Deutscher als Komödie) und vor allem den Sendetermin verhöhnt; der Film lief am Ostermontag 2012, just zwei Jahre zuvor fielen in einem Gefecht mit Aufständischen am Karfreitag drei Fallschirmjäger.
Im Juli 2024 gab er die Geburt seiner Tochter bekannt.
Ochsenknecht lebt seit Sommer 2009 in Berlin.

## Filmografie
- 1999: Erleuchtung garantiert
- 2003: Die Wilden Kerle
- 2005: Die Wilden Kerle 2
- 2006: Die Wilden Kerle 3
- 2006: Das hässliche Entlein und ich
- 2007: Die Wilden Kerle 4
- 2008: Freche Mädchen
- 2008: Crash (Kurzfilm für Jugendliche, der über die Gefahren des Alkohols aufklären soll, u. a. zusammen mit Uwe Ochsenknecht und Meret Becker)[5]
- 2009: Gangs
- 2009: Frühlings Erwachen (Fernsehfilm)
- 2010: Habermann
- 2011: SOKO Stuttgart (TV-Serie)
- 2011: Homies
- 2012: Küstenwache (Fernsehserie)
- 2012: Willkommen im Krieg (Fernsehfilm)
- 2013: Quellen des Lebens
- 2014: Tatort: Der Wüstensohn (Fernsehserie)
- 2014: Mordsfreunde – Ein Taunuskrimi
- 2014: Die blauen Stunden
- 2015: Halbe Brüder
- 2015: Tod den Hippies!! Es lebe der Punk
- 2015: Die Udo Honig Story
- 2015: Stonewall
- 2015: Der Nachtmahr
- 2016: Die wilden Kerle – Die Legende lebt
- 2017: Tatort: Level X
- 2018: Lords of Chaos
- 2018: Freaks (Webserie)
- 2018: ZDF-History: Alexander der Große (Fernsehserie)
- 2020: Kreator – 666 – World Divided (Musikvideo)
- 2020: Sunny – Wer bist du wirklich? (Fernsehserie)
- 2020: Enfant Terrible
- 2020: Matze, Kebab und Sauerkraut (Fernsehfilm)
- 2020: Familie Bundschuh im Weihnachtschaos
- 2021: Jimi Blue (feat. Ambre Vallet) – Nicht Allein (Musikvideo)
- 2022: Sommer auf drei Rädern (Fernsehfilm)
- 2022: King of Stonks (Fernsehserie)
- 2022: The Magic Flute – Das Vermächtnis der Zauberflöte
- 2022: Clark (TV-Miniserie, Folge 5)
- 2023: Das Boot (Fernsehserie, Staffel 4)
- 2024: For the Drama (Fernsehserie, 3 Folgen / Real-Life-Fiction)[6]
- 2025: Tatort: Charlie (Fernsehreihe)
- 2025: Späti (Fernsehserie)
- 2025: Parallel Me (Fernsehserie, 8 Folgen)

## Fernsehshow-Auftritte
- 2008: Wetten, dass...?
- 2011: Das perfekte Promi-Dinner
- 2011: Mein Mann kann
- 2012: Mein Mann kann
- 2012: Wer wird Millionär? (Prominenten-Doppel, 500.000 € gewonnen)
- 2012: Jungen gegen Mädchen
- 2012: Roche & Böhmermann
- 2013: Clash! Boom! Bang!
- 2014: Grill den Henssler
- 2015: Promi Shopping Queen
- 2016: Gefragt – Gejagt (Promi-Spezial, ausgeschieden)
- 2020–2021: Buchstaben Battle
- 2021: 5 Gold Rings (Promi-Spezial)
- 2022: Diese Ochsenknechts
- 2023: Lass dich überwachen!
- 2023: MaiThink X – Die Show (Folge 5.3: Arm und diskriminiert - wie soziale Herkunft alles bestimmt)
- 2023: Neo Ragazzi
- 2025: Das Duell um die Welt – Team Joko gegen Team Klaas

## Synchronisation
- 2006: Das hässliche Entlein & Ich (Ugly)

## Diskografie

### Studioalbum
| Jahr | Titel   | Höchstplatzierung, Gesamtwochen, AuszeichnungChartplatzierungen (Jahr, Titel, Platzierungen, Wochen, Auszeichnungen, Anmerkungen) | Höchstplatzierung, Gesamtwochen, AuszeichnungChartplatzierungen (Jahr, Titel, Platzierungen, Wochen, Auszeichnungen, Anmerkungen) | Anmerkungen                        |
| Jahr | Titel   | DE | AT | Anmerkungen                        |
| ---- | ------- | --- | --- | ---------------------------------- |
| 2008 | Cookies | DE85 (2 Wo.)DE | AT69 (1 Wo.)AT | Erstveröffentlichung: 23. Mai 2008 |

### Singles
| Jahr | Titel Album | Höchstplatzierung, Gesamtwochen, AuszeichnungChartplatzierungen (Jahr, Titel, Album, Platzierungen, Wochen, Auszeichnungen, Anmerkungen) | Höchstplatzierung, Gesamtwochen, AuszeichnungChartplatzierungen (Jahr, Titel, Album, Platzierungen, Wochen, Auszeichnungen, Anmerkungen) | Anmerkungen                       |
| Jahr | Titel Album | DE | AT | Anmerkungen                       |
| ---- | ----------- | --- | --- | --------------------------------- |
| 2008 | NYC Cookies | DE29 (9 Wo.)DE | AT44 (3 Wo.)AT | Erstveröffentlichung: 2. Mai 2008 |

Weitere Veröffentlichungen
- 2008: I’m Fallin’

## Auszeichnungen
- 2004: Undine Award als Bester Filmdebütant für Die wilden Kerle – Alles ist gut, solange du wild bist!
- 2008: Undine Award als Bester jugendlicher Nebendarsteller in einem Kinospielfilm für Freche Mädchen
- 2008: Nick Kids’ Choice Awards als „Lieblingskinofilm“ für Freche Mädchen
- 2009: Diva Award als New Talent of the Year 2008